# Alpha Condé

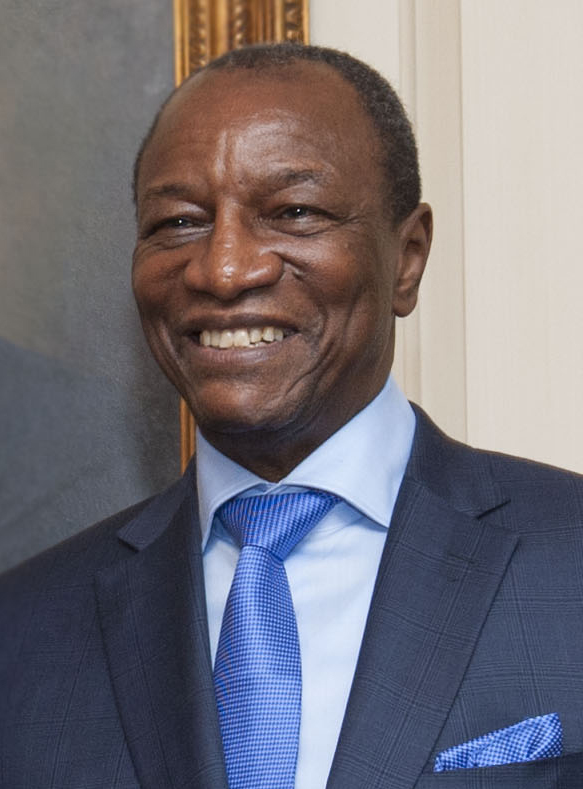
Alpha Condé (2014)

Alpha Condé (* 4. März 1938 in Boké, Französisch-Westafrika (Guinea)) ist ein guineischer Politiker, mehrfacher Präsidentschaftskandidat und Präsident der Partei Rassemblement du peuple de Guinée (RPG). Er war vom 21. Dezember 2010 bis zum 5. September 2021 Staatspräsident Guineas. Zwischen dem 30. Januar 2017 und dem 28. Januar 2018 war Condé zusätzlich Präsident der Afrikanischen Union.

## Leben und Karriere

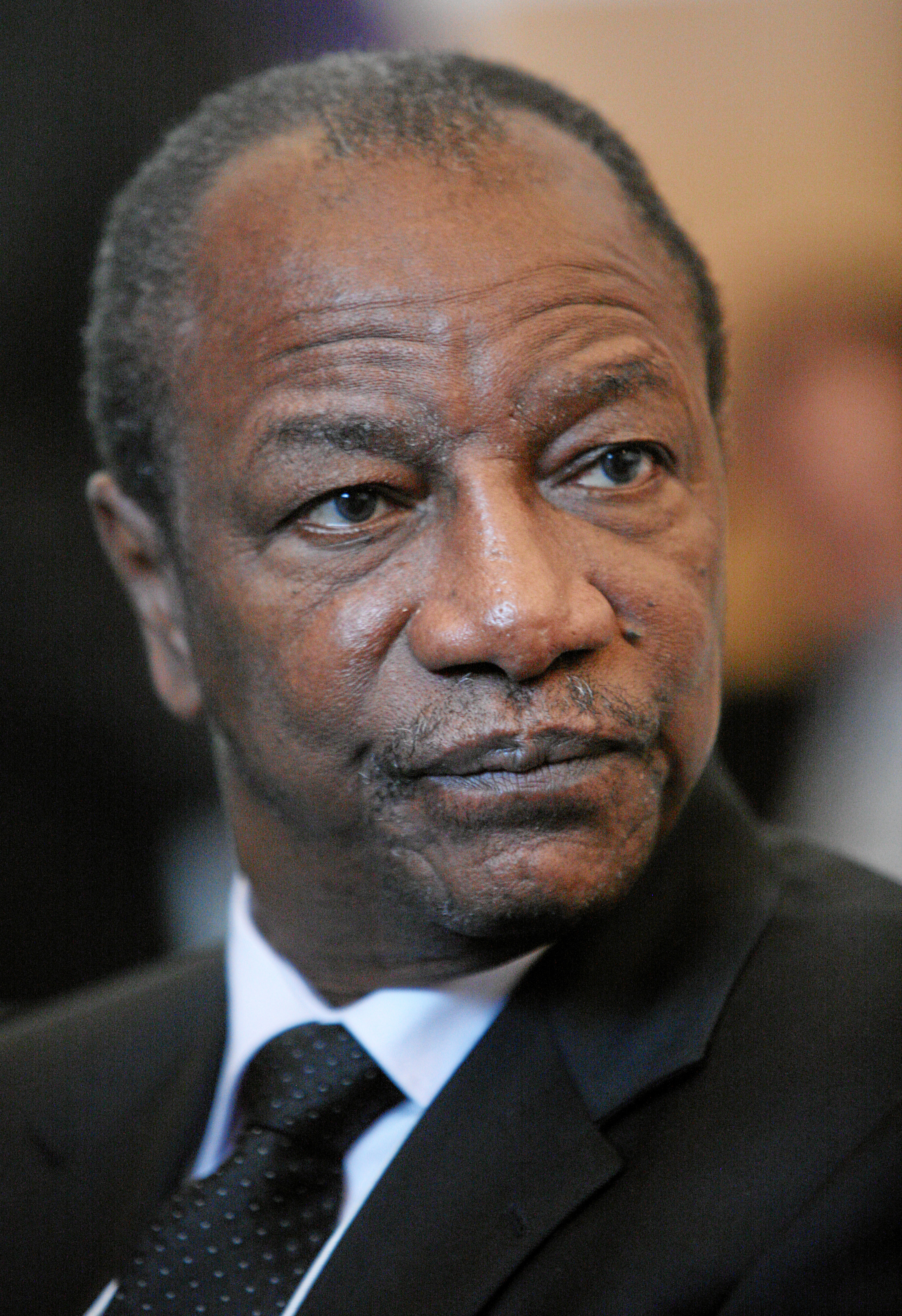
Condé während des WEF 2012

Mit 15 Jahren emigrierte Condé nach Frankreich, wo er Politische Wissenschaften und Recht an der Université Paris 1 Panthéon-Sorbonne studierte. Als Professor für öffentliches Recht arbeitete er mehr als zehn Jahre an der Fakultät für Rechtswissenschaften der Sorbonne und engagierte sich unter anderem in der Vereinigung schwarzafrikanischer Studenten in Frankreich (FEANF), wo er zwischen 1967 und 1975 für die Koordination der unterschiedlichen Nationalitätengruppen zuständig war. 1970 verurteilte ihn der damalige guineische Präsident Ahmed Sékou Touré in Abwesenheit zum Tode. Am 17. Mai 1991 kehrte Condé nach Conakry zurück.
Jahrzehntelang kämpfte Condé gegen die verschiedenen Diktaturen, die Guinea lange beherrschten. Bei der Präsidentschaftswahl in Guinea 1993 errang er trotz wahrscheinlich massiven Wahlbetrugs der Gegenseite 19,55 % der Stimmen. Nachdem er bei der nächsten Präsidentschaftswahl in Guinea 1998 auf gut 16 % der Stimmen gekommen war, wurde er unter der Anklage, das Land illegal verlassen und Söldner zum Sturz des Präsidenten Lansana Conté angeworben zu haben, festgenommen und zu fünf Jahren Gefängnis verurteilt, allerdings 2001 vorzeitig entlassen. Als Alpha Condé bei der Präsidentschaftswahl in Guinea 2003 wegen des Vorwurfs der Verschwörung von den Wahlen ausgeschlossen wurde, konnte Staatspräsident Lansana Conté vor dem Hintergrund eines weitgehenden Boykotts der Oppositionsparteien gut 95,6 Prozent der Stimmen erringen.
In der ersten Runde der Präsidentschaftswahl in Guinea 2010 gewann Condé 18,29 % der Stimmen und qualifizierte sich so für die Stichwahl gegen den ehemaligen Premierminister Cellou Dalein Diallo. In der Stichwahl vom 7. November 2010 erhielt er 52,52 % der Stimmen. Am 3. Dezember 2010 wurde das Ergebnis vom Obersten Gericht für gültig erklärt, am 21. Dezember 2010 trat er sein Amt als neuer Staatspräsident an. Am 11. Oktober 2015 wurde Condé als Staatspräsident wiedergewählt.
Am 30. Januar 2017 wurde Condé für ein Jahr zum Präsidenten der Afrikanischen Union gewählt. Am 27. September 2017 wurde Condé mit dem russischen Orden der Freundschaft ausgezeichnet, der ihm am Tag darauf bei seinem Staatsbesuch in Russland überreicht wurde.
Ende 2019 kündigte Condé an, dass er eine Verfassungsänderung per Referendum beantragen wolle, die ihm zwei weitere Amtszeiten zu je sechs Jahren erlauben würden. Zwei Oppositionsparteien zogen sich aus Protest von der geplanten Parlamentswahl 2020 zurück.
Am 5. September 2021 kam es zu einem Putsch durch Angehörige einer Spezialeinheit der Armee gegen Alpha Condé. Soldaten nahmen ihn fest. Oberst Mamadi Doumbouya erklärte die Regierung am selben Tag für abgelöst. Das Verteidigungsministerium hatte zunächst behauptet, ein Angriff auf den Präsidentenpalast sei abgewehrt worden.
Am 9. Dezember 2022 veröffentlichte das US-Finanzministerium eine Liste mit mehr als vierzig Persönlichkeiten, gegen die wegen Korruptionshandlungen und Menschenrechtsverletzungen Sanktionen verhängt wurden. Unter den Zielpersonen des Office of Foreign Assets Control (OFAC) ist die Finanzkontrollbehörde des Finanzministeriums Karim Keïta.

## Persönliches und politische Standpunkte
Alpha Condé gehört dem Volk der Mandinka an. Er ist sunnitischer Muslim, hat sich aber mehrfach gegen den politischen Islam ausgesprochen. Er kündigte 2015 die Schließung von Bildungseinrichtungen an, in denen der Niqab getragen werde.
Im Jahr 2016 nahm Guinea wieder offizielle diplomatische Beziehungen zu Israel auf, die seit dem Sechstagekrieg 1967 unterbrochen gewesen waren.
Alpha Condé war mehrmals verheiratet. Aus der ersten Ehe mit Mina Koné, einer ehemaligen Flugbegleiterin aus der Elfenbeinküste, ging sein einziger Sohn Mohamed Condé hervor. Nach der Scheidung 1973 heiratete er Nènè Kanny Diallo, ließ sich aber 1998 wieder scheiden. Seiner Ehefrau warf er vor, mit seinen politischen Gegnern zusammenzuarbeiten. Im Jahr 2010 ging er seine dritte Ehe mit Fanta Djénè Kaba ein.